# Rei d'Armes Principal de la Lligacama
El Rei d'Armes Principal de la Lligacama (anglès: Garter Principal King of Arms, també conegut com a Garter King of Arms o simplement com a Garter) és l'oficial d'armes superior del College of Arms, l'autoritat heràldica amb jurisdicció sobre Anglaterra, Gal·les i Irlanda del Nord. El càrrec existeix des de 1415.
L'actual Rei d'Armes Principal de la Lligacama és Thomas Woodcock.

## Paper
El Rei d'Armes Principal de la Lligacama és el responsable davant del Comte mariscal del funcionament del College. És el principal conseller del sobirà del Regne Unit pel que fa al cerimonial i l'heràldica, amb responsabilitats específiques sobre Anglaterra, Gal·les i Irlanda del Nord, i, amb l'excepció del Canadà, dels reialmes del Commonwealth de la qual la Reina n'és Sobirana. També serveix com a Rei d'Armes de l'orde de la Lligacama i el seu segell i signatura apareix en totes les concessions d'armes fetes pel Col·legi.

## Història
L'ofici pren el seu nom de l'orde de la Lligacama. El rei Enric V instituí el càrrec el 1415 abans d'embarcar cap a França.
El Rei d'Armes Principal de la Lligacama va ser situat per Enric V per davant de tot el cos d'heralds. Es pot dir que té dues capacitats diferents unides a la seva persona: una relativa a l'orde de la Lligacama, i l'altre com a cap del College of Arms, i sobre aquest assumpte no només pren el jurament al capítol de la Lligacama, davant del Sobirà i dels Cavallers Membres, sinó que també com a rei d'armes pren un altre jurament davant del Comte Mariscal, i llavors és considerat tant el principal oficial d'armes de l'orde de la Lligacama i principal rei d'armes anglès.
Té el dret de nomenar un herald com a adjunt: ha de ser nadiu anglès i un cavaller amb armes. Antigament no havia de ser cavaller ni clergue, però va haver un cas d'un Rei d'Armes que era estranger; i des del regnat d'Enric VII molts d'ells han rebut la cavalleria. El càrrec els dona el privilegi de corregir errors o usurpacions en tots els escuts d'armes, a concedir-los a aquells que els mereixin, a presentar a la Cambra dels Lords una genealogia de cada nou par, a assignar-los el seu lloc a la cambra del parlament i a donar suports als cavallers del Bany.
L'escut del seu ofici són, d'acord amb la font oficial, «Argent una Creu Gules. Al damunt un Camp en Atzur amb una Lligacama entre un lleó passant i una flor de lis tot en Or»

## Reis d'Armes de la Lligacama
- 1415–1450 William Bruges
- 1450–1478 John Smert
- 1478–1504 John Writhe
- 1505–1534 Sir Thomas Wriothesley
- 1534–1536 Sir Thomas Wall
- 1536–1550 Sir Christopher Barker
- 1550–1584 Sir Gilbert Dethick
- 1584–1586 Vacant
- 1586–1606 Sir William Dethick
- 1607–1633 Sir William Segar
- 1633–1643 Sir John Borough
- 1643–1644 Sir Henry St George
- 1643–1660 Sir Edward Bysshe
- 1645–1677 Sir Edward Walker
- 1677–1686 Sir William Dugdale
- 1686–1703 Sir Thomas St George
- 1703–1715 Sir Henry St George
- 1715–1718 Disputed Gartership
- 1718–1744 John Anstis
- 1744–1754 John Anstis
- 1754–1773 Stephen Leake
- 1773–1774 Sir Charles Townley
- 1774–1780 Thomas Browne
- 1780–1784 Ralph Bigland
- 1784–1822 Sir Isaac Heard
- 1822–1831 Sir George Nayler

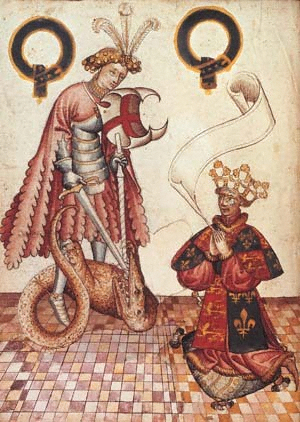
Un manuscrit il·luminat de 1430 que mostra a William Bruges, el primer Rei d'Armes Principal de la Lligacama, agenollant-se davant de Sant Jordi.

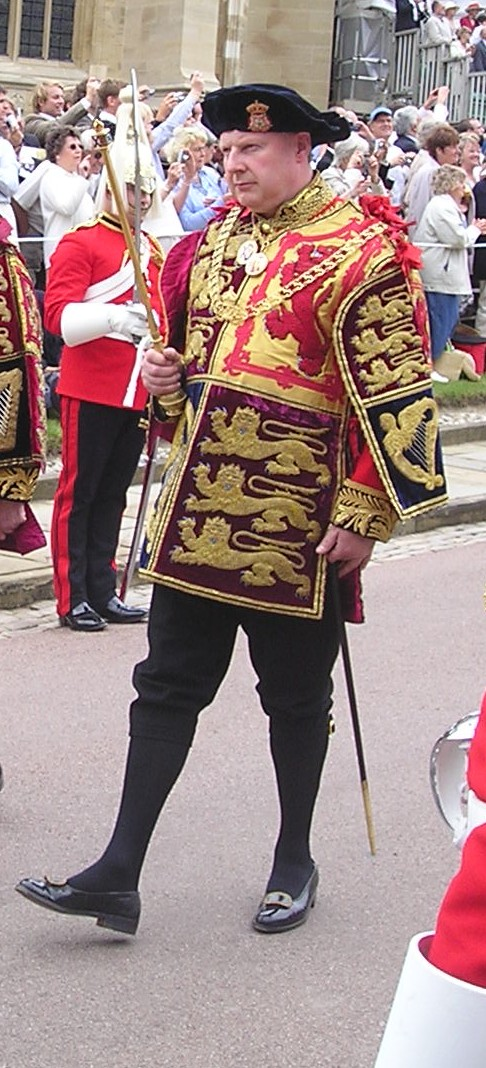
Thomas Woodcock, l'actual Rei d'Armes

- 1831–1838 Sir Ralph Bigland, the Younger
- 1838–1842 Sir William Woods
- 1842–1869 Sir Charles Young
- 1869–1904 Sir Albert Woods
- 1904–1918 Sir Alfred Scott-Gatty
- 1919–1930 Sir Henry Burke
- 1930–1944 Sir Gerald Wollaston
- 1944–1950 Sir Algar Howard
- 1950–1961 The Hon. Sir George Bellew
- 1961–1978 Sir Anthony Wagner
- 1978–1992 Sir Alexander Cole
- 1992–1995 Sir Conrad Swan
- 1995–2010 Sir Peter Gwynn-Jones
- 2010–present Thomas Woodcock